# Лудвиг I фон Зайн-Витгенщайн
Лудвиг I фон Зайн-Витгенщайн Стари, Благочестиви (на немски: Ludwig I zu Sayn-Wittgenstein, der Ältere, der Fromme; * 17 декември 1532 в дворец Витгенщайн до Бад Ласфе; † 2 юли 1605 на път при Алтенкирхен) от рода Зайн-Витгенщайн е от 1558 г. граф на Графство Витгенщайн-Фалендар, господар на Алтенкирхен, Берлебург, Брух и Ноймаген.
Той е шестият син на граф Вилхелм I фон Зайн-Витгенщайн (1485 – 18 април 1570) и първата му съпруга Йоханета фон Изенбург-Ноймаген (1500 – 1563), дъщеря на Салентин VII фон Изенбург-Ноймаген († 1534) и Елизабет Фогт фон Хунолщайн-Ноймаген († 1536).  По-големите му братя са Вилхелм II († 1558), регент от 1551 г., Георг (1524/5 – 1588) и Бернхард (1530 – 1549), духовници в Кьолн.
Лудвиг трябва да започне духовническа кариера. През 1543 г. Лудвиг и братята му са изпратени да учат в Кьолн. Той владее латински, гръцки, английски, френски, италиански и малко испански. От 1545 г. той следва заедно с двама свои братя в университетите на Льовен, Париж и Орлеан. Известно време той служи като кемерер на папа Пий IV. През 1558 г. той поема регентството от умрелия му в Брюксел брат Вилхелм II. Между 1574 и 1577 г. и 1592 и 1594 г. той е гросхофмайстер при курфюрст Фридрих III фон Пфалц в Хайделберг. Лудвиг е голям приятел с граф Йохан VI фон Насау-Диленбург (1536 – 1606). Голяма част от неговите дневници са запазени.
Той умира на 2 юли 1605 г. на 72 години в Алтенкирхен и е погребан в Берлебург.

## Фамилия
Лудвиг I се жени два пъти и има 20 деца.
Лудвиг се жени в дворец Диленбург през 1559 г. за Анна фон Золмс-Браунфелс (* 1538; † 10 май 1565), дъщеря на граф Филип фон Золмс-Браунфелс и Анна фон Текленбург. Те имат децата:
- Йоханета (* 15 февруари 1561; † 13 април 1622, Диленбург), омъжена на 14 юни 1586 г. в Берлебург за граф Йохан VI фон Насау-Диленбург (1536 – 1606)
- Юлиана (* 18 септември 1562; † 13 януари 1563)
- Георг II (* 30 април 1565; † 16 декември 1631), граф на Сайн-Витгенщайн-Берлебург, женен I. на 12 юни 1596 г. в Берлебург за графиня Елизабет фон Насау-Вайлбург (1572 – 1607), II. на 7 ноември 1608 г. в Диленбург за графиня Мария Анна Юлиана фон Насау-Диленбург (1592 – 1645)

Лудвиг I се жени втори път в Лаубах на 13 януари 1567 г. за Елизабет фон Золмс-Лаубах (* 6 март 1549; † 15 август 1599), дъщеря на граф Фридрих Магнус I фон Золмс-Лаубах и Агнес фон Вид. С нея той има децата:
- Агнес (1569 – 1617), омъжена 1590 г. за граф Йохан Албрехт I фон Золмс-Браунфелс (1563 – 1623)
- Вилхелм II (1569 – 1623), граф цу Сайн-Витгенщайн-Хахенбург, женен I. 1591 г. за Анна Елизабет фон Сайн (1572 – 1608), II. 1609 г. за Анна Отилия фон Насау-Вайлбург-Саарбрюкен (1592 – 1635)
- Лудвиг II (1571 – 1634), граф цу Сайн-Витгенщайн-Витгенщайн, женен 1598 г. за Юлиана фон Золмс-Браунфелс (1578 – 1630)
- Анна (1570 – 1571)
- Конрад (1572 – 1573)
- Фридрих Магнус (1574)
- Магдалена (1575 – 1634), омъжена на 5 септември 1619 г. за барон Вилхелм фон Винебург-Байлщайн († 1637)
- Еберхард (1576)
- Анна Елизабет (1577 – 1580)
- Филип (1579 – 1580)
- Ерика (1580 – 1657)
- Елизабет (1581 – ок. 1600), омъжена 1600 г. за ландграф маршал Максимилиан фон Папенхайм († 1639)
- Юлиана (1583 – 1627), омъжена 1616 г. за граф Волфганг Ернст I фон Изенбург-Бюдинген(1560 – 1633)
- Гебхард (1584 – 1602)
- Амалия (1585 – 1633), омъжена 1605 г. за граф Георг фон Насау-Диленбург (1562 – 1623)
- Бернхард (1587 – 1616)
- Катарина (1588 – 1651), омъжена 1615 г. за княз Лудвиг Хайнрих фон Насау-Диленбург († 1662)